# Gräsmyrtjärnen, Värmland
Gräsmyrtjärnen är en sjö i Hagfors kommun i Värmland och ingår i Göta älvs huvudavrinningsområde.